# Freiheitsplatz (Tallinn)

Blick vorbei am Denkmal für den Unabhängigkeitskrieg über den Freiheitsplatz auf die Johanniskirche

Der Freiheitsplatz (estnisch: Vabaduse väljak) ist der Unabhängigkeit der Republik Estland gewidmet und einer der bekanntesten Plätze von Tallinn. In seiner heutigen Form wurde der Freiheitsplatz am 20. August 2009, dem 18. Jahrestag der Wiedererlangung der Unabhängigkeit von der Sowjetunion, wiedereröffnet. Heute ist der Freiheitsplatz ein Verkehrsknotenpunkt und Veranstaltungsort zahlreicher öffentlicher Ereignisse.

## Geschichte
Die Geschichte des Platzes reicht über 700 Jahre zurück. Er entwickelte sich bis zum 16. Jahrhundert zu einem Verkehrsknotenpunkt und erhielt im Jahre 1900 seine heutige Grundform. 1910 wurde ein Denkmal für Peter den Großen errichtet und der Platz hieß danach Petersplatz. Nach der Gründung der Estnischen Republik wurde das Denkmal wieder entfernt und der Platz wurde in Freiheitsplatz umbenannt. Jährlich fand hier die Parade zur estnischen Unabhängigkeit statt. Mit der Annexion Estlands durch die Sowjetunion im Jahre 1940 änderte sich der Name zu Platz des Sieges, ehe der Platz im Jahre 1991 wieder den Namen Freiheitsplatz erhielt.

## Lage
Der Freiheitsplatz liegt im Bezirk Vanalinn des Stadtteiles Kesklinn, am südlichen Ende der Altstadt von Tallinn.

## Bebauung
Die Bebauung des Freiheitsplatzes stammt hauptsächlich aus den 1930er Jahren und ist modern und kontrastreich. Am stärksten heben sich das Denkmal für den Unabhängigkeitskrieg und die Johanniskirche ab. Das Denkmal für den Unabhängigkeitskrieg ist ein 2009 eingeweihtes Plexiglasdenkmal zum Andenken an alle Verteidiger der estnischen Unabhängigkeit. Im Osten des Freiheitsplatzes schließt die neugotische Johanniskirche den Platz ab. Pläne für den Abriss der Kirche in den 1930er Jahren wurden nie umgesetzt.